# Laura Galán
Laura Galán Montijano (Guadalajara, 19 de marzo de 1986) es una actriz española.

## Vida y carrera
Dejó la licenciatura en Historia del Arte para estudiar teatro.  Se diplomó en Arte Dramático por la escuela Arte4 de Madrid.  Desarrolló su carrera inicial principalmente en el escenario, no solo como actriz sino también en funciones de equipo, como asistente de dirección. 
En 2006 apareció en la serie Brigada policial, de la Sexta. También apareció en la serie de Movistar+ Nada que celebrar y fue actriz en La hora de José Mota.
Debutó en el cine en El hombre que mató a Don Quijote (2018). 
En el año 2018 protagoniza el cortometraje Cerdita, de Carlota Pereda.
También apareció en Orígenes secretos (2020). 
En 2022 protagonizó el largometraje Cerdita también dirigida por la misma directora. Su interpretación protagonista de Sara en la película le valió un Premio Goya a la Mejor Actriz Revelación.
Siguió otro papel protagónico como barrendera en el thriller de venganza Una noche con Adela y La Ermita (2023).  También se unió al elenco de la serie dramática histórica Beguinas. Aparece en la serie Zorras, a los que habría que sumar un importante número de montajes teatrales.
Comparte su vida con el ayudante de dirección Patrick Bencomo y en 2022 fue madre  de un hijo.

## Premios
Premios Goya
| Año  | Categoría               | Película | Resultado |
| ---- | ----------------------- | -------- | --------- |
| 2023 | Mejor actriz revelación | Cerdita  | Ganadora  |

Premios Feroz
| Año  | Categoría                 | Película | Resultado |
| ---- | ------------------------- | -------- | --------- |
| 2023 | Mejor actriz protagonista | Cerdita  | Nominada  |